# Samaire Armstrong
Samaire Rhys 'Sasa' Armstrong (Tokio, 31 oktober 1980) is een Amerikaanse actrice uit Japan.

## Biografie
Samaire (spreek uit 'sa-mi-ra') werd in Japan geboren, maar heeft een Schotse vader en een Italiaanse moeder. Het gezin bleef na Samaires geboorte nog enkele jaren in Japan wonen, voordat ze naar Hawaï verhuisden. In haar tienerjaren woonde ze in Sedona (Arizona).
Uiteindelijk verhuisde ze naar Los Angeles om te acteren en speelde ze gastrolletjes in series in 2000. Ze had een klein rolletje in Not Another Teen Movie in 2001. Al snel kreeg ze hoofdrollen in films en in 2003 een gastrolletje in The O.C.. Hierin speelde ze de rol van Anna Stern. Haar fans klaagden dat ze maar in één aflevering was te zien, waardoor ze een vervolgens terugkerende rol kreeg in de serie.
Samaire had gastrollen in verschillende series, waaronder ER en Living With Fran. Ook speelde ze Penny in de videoclip bij het nummer Penny & Me van Hanson. Ze verschijnt ook in de clip bij het liedje Bad Day van Daniel Powter. Ze had een gastrol in CSI Miami en speelt sinds 2007 in de televisieserie Dirty Sexy Money.

## Filmografie
- 2015: Windsor Drive
- 2014: A Winter Rose
- 2014: Heavenly Match
- 2013: My Santa
- 2013: 5 Souls
- 2013: Concrete Blondes
- 2012: Adopting Terror
- 2010: The Last Harbor
- 2008: Around June
- 2007: Rise: Blood Hunter
- 2007: The Staircase Murders (televisiefilm)
- 2006: It's a Boy Girl Thing
- 2006: Just My Luck
- 2006: Stay Alive
- 2004: Gramercy Park (televisiefilm)
- 2003: Dark Wolf
- 2003: Thrash (televisiefilm)
- 2002: Would I Lie to You?
- 2001: Not Another Teen Movie

## Televisieseries
- 2014-15: Resurrection
- 2013: Sons of Anarchy
- 2012: Las Vegas
- 2010-12: The Mentalist
- 2007-09: Dirty Sexy Money
- 2004-05: Entourage
- 2003-04, 2006: The O.C.

- Biblioteca Nacional de España: XX4744087
- Bibliothèque nationale de France: cb155381654 (data)
- International Standard Name Identifier: 0000 0001 1770 554X
- Virtual International Authority File: 74163311
- WorldCat: E39PBJpV7GgkYqXgBXTwtFbfMP